# Rypticus bornoi
Rypticus bornoi är en fiskart som beskrevs av Charles William Beebe och Tee-van 1928. Rypticus bornoi ingår i släktet Rypticus och familjen havsabborrfiskar. Inga underarter finns listade i Catalogue of Life.